# Гринвил (Роуд Ајланд)
Гринвил (енгл. Greenville) насељено је место без административног статуса у америчкој савезној држави Роуд Ајланд.

## Демографија
По попису из 2010. године број становника је 8.658, што је 32 (0,4%) становника више него 2000. године.
| Група             | 2000.         | 2010.         |
| Белци             | 8.460 (98,1%) | 8.314 (96,0%) |
| Афроамериканци    | 24 (0,3%)     | 68 (0,8%)     |
| Азијати           | 44 (0,5%)     | 76 (0,9%)     |
| Хиспаноамериканци | 50 (0,6%)     | 125 (1,4%)    |
| Укупно            | 8.626         | 8.658         |